# Mykola Shmatko
Mykola Havrylovych Shmatko, em ucraniano Микола Гаврилович Шматько (Krasnohorivka, 17 de agosto de 1943 – 15 de setembro de 2020), foi um escultor, professor e pintor ucraniano.
Tornou-se um escultor aos 33 anos de idade.[carece de fontes?]
A cultura a e arte europeia inspiraram o potencial criativo que ele encarna no mármore. Ele criou o autor galeria de arte de escultura e pintura - "Shmatko & Sons". Esta galeria contém 100 esculturas, mais de 70 das quais são feitas de ural e mármore italiano, 30 de gesso e cerca de 300 imagens (pinturas, desenhos e projetos arquitetônicos).  Cerca de 750 monumentos a partir de decoração simples de baixo-relevo, alto relevo, bustos e esculturas.[carece de fontes?]
Em 2000, foi nomeado professor do Departamento de Artes do Instituto da civilização do mundo de Moscovo em reconhecimento a sua contribuição à arte e à cultura.

A "Santíssima Virgem Sviatohorska", realizada para o Mosteiro Lavra de Sviatohirsk, uma das obras mais conhecidas de Shmatko.

Em 2004, por seu trabalho "Santísima Virgen Sviatohorska", ele foi condecorado com a ordem de Nestor Letopisets.
Foi também autor de numerosas obras religiosas em vários mosteiros e igrejas na Ucrânia, tendo também suas obras premiadas na Bienal de Florença, em 2007.

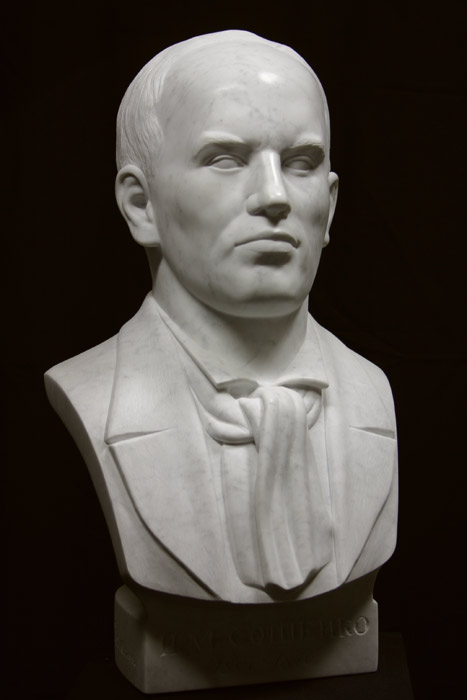
- Busto Soshenko Ivan Maksimovic (escultor Mykola Shmatko, armazenada em um museu Taras Shevchenko Academia de Artes da Rússia, São Petersburgo)

Morreu no dia 15 de setembro de 2020.

## Exposições
- 1985-1991: galeria "Shmatko & Sons", Bolhrad, região de Odessa
- 1991-2003: galeria "Shmatko & Sons", Krasnyi Luch, região de Luhansk
- 1992: Luhansk
- 1993: Kyiv
- 2000: Instituto de Moscovo "Universal Civilizações", Moscovo
- 1985-1991: galeria "Shmatko & Sons", Bolhrad, região de Odessa
- 2003: Donetsk
- 2003-2004: galeria "Shmatko & Sons", Sloviansk, região de Donetsk
- 2004-2010: galeria "Shmatko & Sons", Luhansk
- 2007: Biennale 2007, Florença, Itália, adjudicação 4 º lugar em escultura e instalação [1]
- 2009: Biennale 2009, Florença, Itália
- 2012: Art Monaco 2012, Monaco, França